# Jean Okimāsis
 (mars 2021).
Jean Okimāsis (/ˈdʒin oʊˈɡɪˌmɑsɪs/, en cri : /uˈkiˌmɑːsis/, [ʊˈɡɪˌmɑːsɪs]), née Jean Lillian Littlechief en 1938 au sein de la Première Nation White Bear, est une linguiste crie qui a travaillé à l'enseignement et à la documentation de la langue crie, plus particulièrement le dialecte des cri des plaines.

## Carrière
En 1982, Okimāsis commence à travailler sur des formations en langue crie au Saskatchewan Indian Federated college (aujourd'hui l'Université des Premières Nations du Canada). Elle publie un manuel, un cahier d'exercices et une grammaire didactique du cri appelé Cree, Language of the Plains.
Okimāsis a joué un rôle important dans la conception et la promotion de l'usage de l'orthographe latin standard pour écrire le cri. En 2008, elle co-écrit How to Spell it in Cree (The Standard Roman Orthography) avec Arok Wolvengrey.

## Reconnaissance
Okimāsis a reçu le prix Woman of Distinction de la Young Women's Christian Association (YWCA) en 2000, et un doctorat honoraire de l'Université de Regina en 2005.
En 2019, un parc est nommé en l'honneur d'Okimāsis à Regina, en Saskatchewan.